# 细叶忍冬
细叶忍冬（学名：Lonicera minutifolia）为忍冬科忍冬属的植物。分布在尼泊尔以及中国大陆的西藏等地，生长于海拔3,700米至4,400米的地区，多生长于山坡灌丛中，目前尚未由人工引种栽培。